# Людина на всі часи (фільм)
«Людина на всі часи» (англ. A Man for All Seasons) — кінофільм. Екранізація п'єси Роберта Болта. 6 премій «Оскар».
Фільм отримав шість академічних нагород. Історична драма найвищої емоційної напруженості розповідає про Томаса Мора, який віддав життя за свої переконання. Він відмовився схвалити розлучення короля Англії Генріха VIII (Роберт Шоу) з Катериною Арагонською і наступний шлюб з Анною Болейн, за що й був страчений з порушенням чинних тоді законів.

## Сюжет
Фільм знято за сценарієм Р. Болта, який адаптував для екрану власну п'єсу про життя великого англійського гуманіста сера Томаса Мора, державного діяча, видатного юриста й філософа.
Події, історично достовірно відтворені на екрані, відбуваються в Англії XVI століття, за часів правління короля Генріха VIII. В основі сюжету — конфлікт між королем Генріхом VIII та лордом-канцлером Томасом Мором, який завершується загибеллю останнього.

## В ролях
- Пол Скофілд — сер Томас Мор
- Венді Гіллер — Аліса Мор
- Лео Маккерн — Томас Кромвель
- Роберт Шоу — Генріх VIII
- Орсон Веллс — кардинал Волсі
- Сюзанна Йорк — Маргарет Мор
- Найджел Девенпорт — герцог Норфолк
- Джон Герт — Річард Річ
- Корін Редгрейв — Вільям Роупер
- Колін Блейклі — Метью
- Сіріл Лакгем — архієпископ Томас Кранмер
- Джек Гвіллім — головний суддя
- Ванесса Редгрейв — Анна Болейн

## Премії та нагороди
«Оскар» отримали режисер, сценарист, оператор, художник з костюмів.